# Alberto Gonzales
Pour les articles homonymes, voir Gonzales.
Alberto R. Gonzales, né le 4 août 1955 à San Antonio (Texas), est un avocat et homme politique américain. Ayant occupé plusieurs fonctions politiques dans le domaine juridique alors que George W. Bush est gouverneur du Texas, il est conseiller juridique de la Maison-Blanche (White House Counsel, équivalent de responsable juridique) entre 2001 et 2005 puis procureur général entre 2005 et 2007 dans l'administration du président George W. Bush, poste duquel il démissionne après plusieurs controverses et allégations de parjures devant le Congrès.

## Biographie

### Origines et études
Né le 4 août 1955 à San Antonio au Texas, cadet d’une famille de huit enfants, Alberto Gonzales est élevé à Houston. Ses parents étaient des immigrés mexicains et son père, Pablo Gonzales, mort en 1982, un ouvrier du bâtiment.
Étudiant brillant, Alberto Gonzales s'est enrôlé dans l’armée de l’air américaine en 1973, fut affecté pendant 2 ans en Alaska avant d’entrer à l’académie de l’armée de l’air américaine en 1975.
Diplômé d’une licence de science politique en 1979, il obtient en 1982 une licence en droit de l’université Harvard.

### Carrière au Texas
Très actif au Texas dans diverses activités, il est avocat depuis 1982 au sein de Vinson and Elkins, un cabinet juridique de Houston, qui représente également la société Enron.
En 1994, il est nommé conseiller juridique du nouveau gouverneur du Texas, George W. Bush.
C’est à cette occasion qu’il met au point un argument légal permettant à George W. Bush d’éviter d’être appelé comme membre du jury dans une affaire judiciaire[réf. nécessaire].
C’est également en tant que conseiller juridique que Gonzales aura à traiter tous les dossiers relatifs à l’application de la peine de mort et donne en priorité ses avis sur les demandes de clémence, toujours dans les faits suivis par le gouverneur Bush.
En 1997, le gouverneur Bush le nomme secrétaire d'État du Texas puis en 1999, le nomme à la Cour suprême de l’État du Texas.
En 1999, il est élu avocat hispanique de l’année par l’association national des avocats hispaniques.
En 2000, Alberto Gonzales, qui reçoit 6 500 $ de la part d’Enron pour sa campagne électorale, est réélu à la Cour suprême du Texas avec 81 % des voix contre le candidat du Parti libertarien.

### Conseiller juridique de la Maison-Blanche
En 2001, George W. Bush, devenu président des États-Unis, le nomme conseiller juridique de la Maison-Blanche, un poste central et exposé.
Ainsi en janvier 2002, il est l'auteur d'un mémorandum contesté concluant à l'exclusion de l'application des conventions de Genève pour les terroristes d’Al-Qaïda et les talibans capturés en Afghanistan emprisonnés notamment au camp X-Ray de Guantánamo à Cuba, lesquels sont qualifiés de combattants ennemis et non de prisonniers de guerre.
Il est alors accusé d'entretenir un climat d'impunité ayant abouti aux abus et aux violations des droits de l'homme constatés à la prison d'Abou Ghraib en Irak en 2004.
En effet, dans un de ses mémorandums, il avait donné une définition restrictive de la torture, pratique interdite, et l'avait limité aux lésions corporelles définitives ou pouvant entraîner la mort (injury such as death, organ failure, or serious impairment of body functions — in order to constitute torture).
Alberto Gonzales est aussi accusé d'être impliqué dans le transfert de combattants ennemis étrangers à des pays pratiquant la torture bien qu’une telle procédure n’a jamais été constatée ou prouvée.
Il est à l'origine du décret présidentiel autorisant le recours aux tribunaux militaires pour juger les suspects de terrorisme, de l'argumentaire juridique utilisé pour empêcher le Congrès d'avoir accès aux documents préparatoires aux lois sur l'énergie et l’environnement et de la mise en place du Patriot Act dont il fut un des premiers défenseurs.

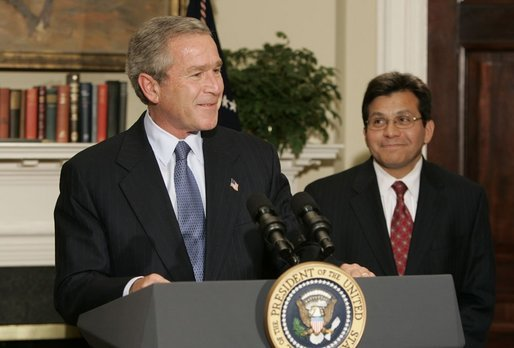
George W. Bush et Alberto R. Gonzales, le 10 novembre 2004.

### Procureur général des États-Unis
Le 10 novembre 2004, après la réélection de George W. Bush, sa nomination comme procureur général des États-Unis (ministre de la Justice) en remplacement de John Ashcroft est annoncé pour le second mandat présidentiel.
Au contraire de son prédécesseur, Alberto Gonzales fait figure de modéré. Il est plutôt partisan du droit à l'avortement et est un supporteur de la discrimination positive (affirmative action).
La décision de nommer Alberto Gonzales au poste de procureur général des États-Unis est cependant très controversée, par la gauche à cause de ses mémorandums sur la torture et par la droite à cause de ses prises de position modérées en matière de mœurs. Beaucoup estiment que le poste n’est en fait qu’un tremplin pour la nomination à la Cour suprême des États-Unis.
Du fait de ses positions, les conservateurs s'opposèrent à son éventuelle candidature quand Bush songea à le proposer en 2005 pour remplacer Sandra Day O'Connor et William Rehnquist.
Le 3 février 2005, Alberto Gonzales est confirmé au poste de ministre de la Justice par le Sénat par 60 voix contre 36.
Le 14 février 2005, il prête serment devenant le premier Hispano-américain à siéger à un poste d'une telle importance dans une administration américaine.
Impliqué dans plusieurs affaires politiques comme l'une liée à l'éviction de procureurs fédéraux en 2006, perçue comme une purge politique ou une autre sur son rôle supposé dans un vaste programme d'écoutes illégales, il échappe à une motion de défiance du Sénat en juin 2007. Finalement, le 27 août 2007, la Maison-Blanche annonce sa démission du gouvernement, il est remplacé le jour-même par son adjoint Paul D. Clement.

## Vie privée
Catholique, marié deux fois, il est père de trois enfants issus de son second mariage.